# ¡Tome a su hijo, señor!
¡Tome a su hijo, señor! es una ambigua pintura inacabada del pintor prerrafaelita Ford Madox Brown, iniciada en 1851.

## Composición
La pintura representa a una mujer mostrando a su hijo recién nacido a su padre. De frente, ella ofrece el bebé al espectador, que ocupa el lugar del padre. El rostro pálido de la mujer tiene un rubor brillante y febril, lo que es un síntoma de tuberculosis terminal, la enfermedad que acabó con su primera esposa; los ojos están medio cerrados y la boca pequeña, de labios finos, entreabierta, mostrando los dientes. Según el investigador David Sonstroem, la exhibición de dientes en el contexto de la cultura victoriana en general y en la pintura de Brown en particular simboliza el resentimiento y la agresión femenina. El rostro de la mujer está exhausto y carente de atractivo.

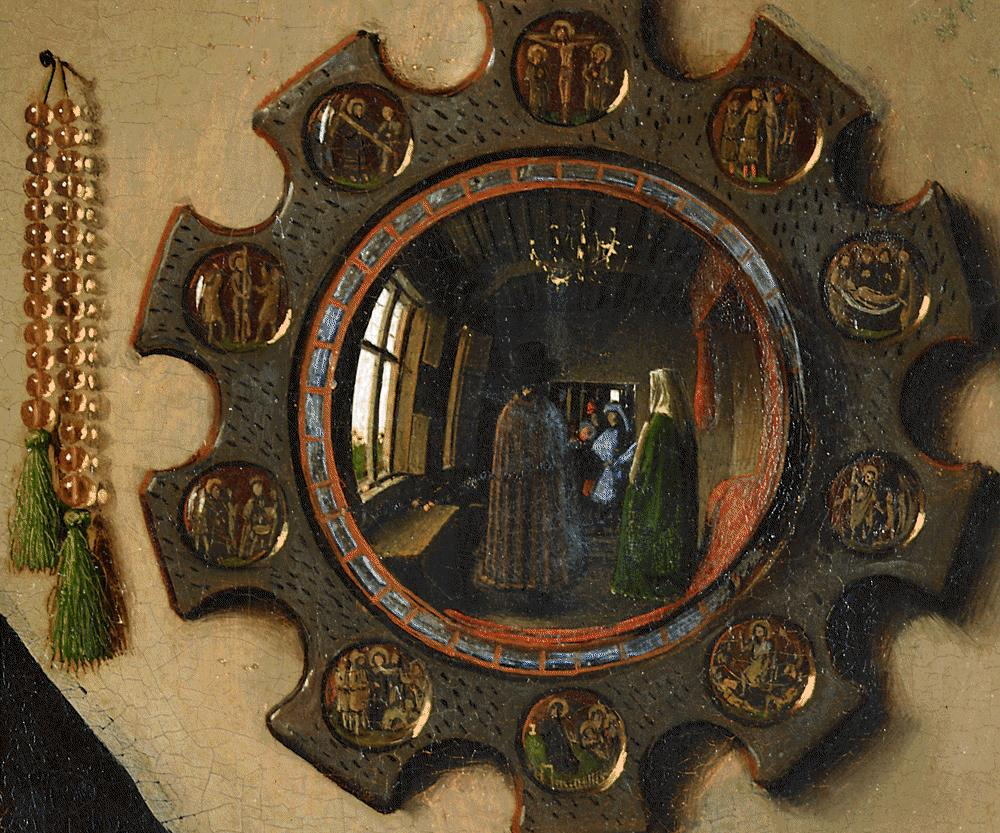
Retrato del matrimonio Arnolfini, 1434 (detalle del espejo).

Detrás de la mujer, un pequeño espejo redondo cuelga sobre un papel pintado verde con estampado de estrellas, cuya superficie refleja la decoración de la habitación y al padre del niño con traje y sombrero, abriendo los brazos para recoger al bebé. Probablemente Brown se inspiró en el espejo del Retrato de los Arnolfini de Jan van Eyck, recientemente adquirido por la National Gallery, como lo demuestra la forma, la decoración y también el hecho de que en ambas pinturas hay un reflejo del artista en el espejo del fondo.
Toda la parte inferior de la composición está ocupada por el vestido de la mujer, a la moda de la década de 1850, con una amplia falda sobre una crinolina, sin embargo, solo los contornos y pliegues del vestido están delineados con trazos toscos y quedaron inacabados. El título del cuadro y el nombre del autor están escritos en el espacio en blanco del vestido en el lado derecho, debajo del niño. Además del vestido, queda sin pintar una parte a la izquierda, aparentemente una cortina o drapeado, en contraposición a la leve tela que cubre la cuna de la derecha, así como un pequeño espacio alrededor del bebé, rodeado por los pliegues de la sábana.

## Interpretación

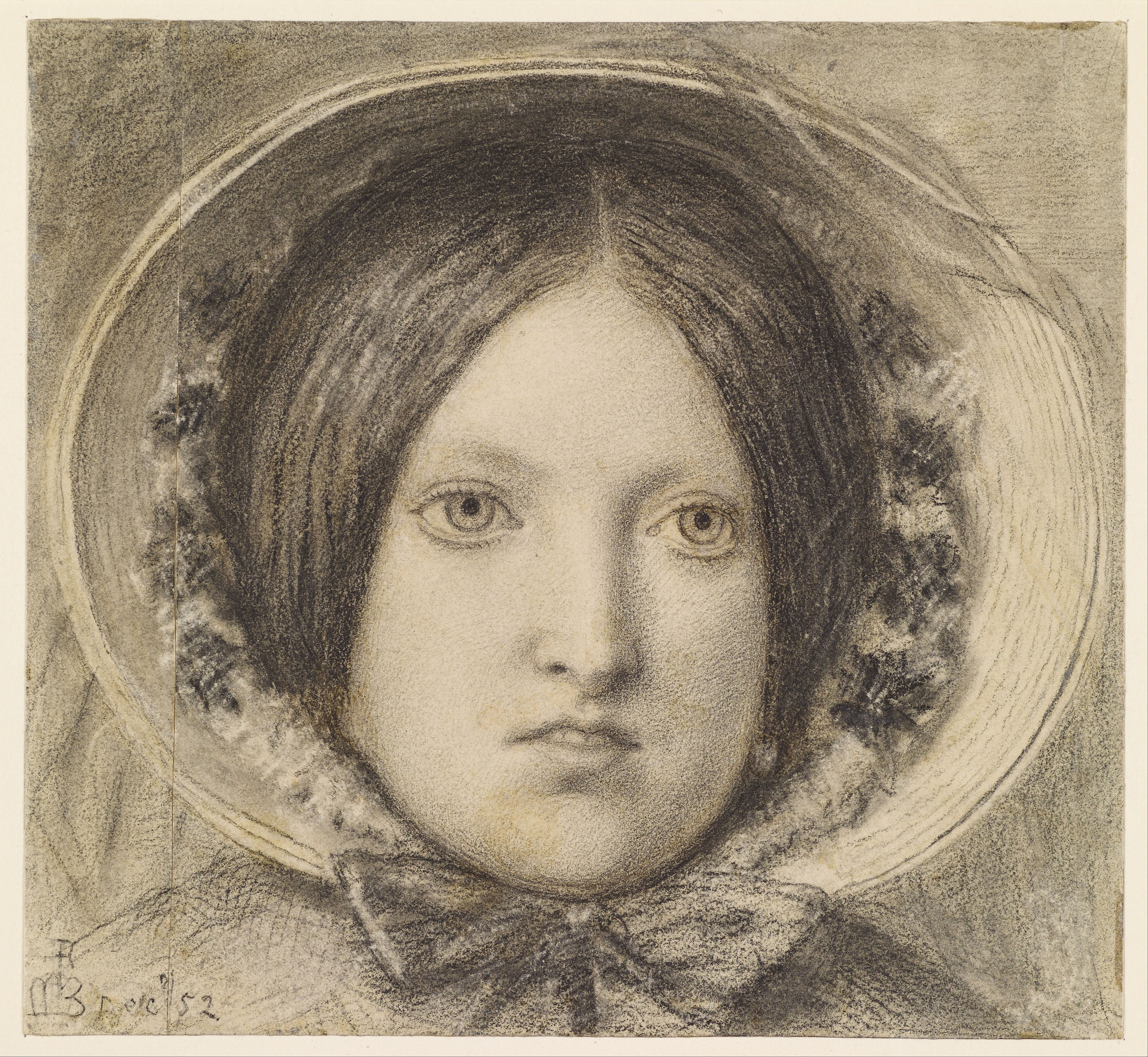
Emma Hill. Boceto realizado por Brown en 1852, poco antes de la boda.

Probablemente la modelo para la pintura fue la amante y más tarde segunda esposa del artista, Emma Hill (c. 1829-1890), quien también posó para Brown en Adiós a Inglaterra y varias otras pinturas a partir de 1848. Casi al mismo tiempo, el artista viudo y la joven se convirtieron en amantes, y Emma comenzó a vivir en la casa de Brown como una mantenida. Su primera hija, Catherine Madox Brown (1850-1927), nació fuera del matrimonio. En consecuencia, el hombre del reflejo del espejo del fondo sería el propio Ford Madox Brown. Brown y Emma se casaron en 1853. Así, el trabajo comenzó cuando el artista y la modelo aún no estaban casados, y después del nacimiento de su primer hijo ilegítimo. Según las estrictas normas de la Inglaterra victoriana, tales conexiones eran reprensibles, especialmente negativa fue la actitud hacia la "querida" mantenida a expensas de un amante. En esta interpretación, el título del cuadro no trata de una petición cotidiana de conocer un hijo, sino de una exigencia para que un padre reconozca a su hijo ilegítimo; palabras acusativas de una mujer dirigidas a un amante rico.
Emma ya convertida en su esposa dio a luz en 1856 mientras el cuadro progresaba, a su tercer hijo, Arthur. La interpretación de la mayoría de los críticos ven la obra de manera menos conflictiva, como una madre ofreciendo el niño a su marido, una interpretación respaldada por el simbolismo sacro y por el hecho de representar a su propia esposa y su nuevo hijo.
Según la historiadora del arte Marcia Poynton, la imagen es deliberadamente paradójica y contiene la oposición entre la vida y la muerte. Así, la imagen del bebé desnudo y los pliegues de la sábana en la que está envuelto se asemeja a las ilustraciones de los tratados médicos de la época, que representan a los fetos rodeados por las entrañas de la mujer, y que los rasgos demacrados de la madre sugieren la muerte. Se cree que el artista finalmente abandonó el cuadro dejándolo sin terminar debido al dolor por la pérdida tras la muerte de su hijo Arthur, fallecido en julio de 1857 a la edad de diez meses.
La composición del lienzo, con una mujer de pie en el centro con un niño en brazos, remite a las pinturas religiosas que representan a la Virgen con el Niño. Esto también lo indica el espejo que sugiere un halo alrededor de la cabeza de la madre y el patrón del papel tapiz, que recuerda un cielo estrellado. El artista podría referirse a esta iconografía ya sea con sinceridad o en un contexto irónico.